# Herwigh Rieger
Herwigh Rieger, auch Herwig Rieger (* 2. Mai 1898 in Mödling; † 1. Februar 1986 in Schönfichten, Oberösterreich) war ein österreichischer Augenarzt.

## Leben
Herwigh (gelegentlich auch: Herwig) Rieger wurde als Sohn des Allgemeinmediziners Ludwig Rieger geboren. Er wurde erheblich von der Wandervogelbewegung beeinflusst.
Rieger meldete sich freiwillig zum Ersten Weltkrieg und diente an der Südfront im Kampfeinsatz gegen Italien. Er verließ die Armee als hoch dekorierter Offizier im Alter von nur 20 Jahren. Anschließend legte er die Matura ab und studierte Medizin an der Universität Wien.
Im Zusammenhang mit Sozialhygiene entwickelte Rieger ein besonderes Interesse für Humangenetik, die zu seiner Zeit an der Universität Wien am Institut für Hygiene und Öffentliche Gesundheit gelehrt wurde. Geleitet wurde das Institut von Heinrich Reichel, mit dem Rieger durch die Jugendbewegung verbunden war. Deshalb beschäftigte sich Rieger in seinen ersten Entzifferungsarbeiten mit dem negativen Einfluss von Alkohol und Rauchen auf Gesundheit und Fortpflanzungsfähigkeit.
Unter dem Einfluss seiner zukünftigen Frau Marianne Kerschbaum, die ebenfalls Ärztin war, wandte sich Rieger jedoch sachlicheren Themen zu und wählte die Augenheilkunde als sein Spezialgebiet. Er wurde Assistent von Karl David Lindner (1883–1961) am Institut für Augenheilkunde an der Universität Wien. Wegen seiner herausragenden Leistungen durfte er am Institut bleiben, nachdem er seine Facharztprüfung abgelegt hatte. 1937 wurde er Privatdozent, 1938 Chefarzt für Augenheilkunde.
Rieger unterstützte 1938 den Anschluss Österreichs an das nationalsozialistische Deutsche Reich, er beantragte am 28. Mai 1938 die Aufnahme in die NSDAP und wurde rückwirkend zum 1. Mai desselben Jahres aufgenommen (Mitgliedsnummer 6.335.739). Auf der 1938 stattgefundenen Jahrestagung der Deutschen Ophthalmologischen Gesellschaft war er unter den ‚genetischen Hardlinern‘, die durch hohe Sterilisationsfrequenz die krankmachenden Gene zu eliminieren trachteten.
Rieger diente in der Wehrmacht, bis er 1940 zum Professor und Chefarzt für Augenheilkunde an der Universität Prag wurde. Diese Stelle bekam Rieger, weil sein Vorgänger Jaroslaus Kubik von den Nationalsozialisten gezwungen wurde, die Stelle wegen seiner jüdischen Ehefrau aufzugeben und sich pensionieren zu lassen. Während seiner Anstellung in Prag gab Rieger entgegen offizieller Anordnung deutschen Patienten aber keine Priorität, sondern behandelte diese ebenso wie die tschechischen.
Als das Ende des Zweiten Weltkriegs absehbar geworden war, schickte Rieger seine Frau und die sechs Kinder nach Schönfichten in Oberösterreich, blieb aber selbst in Prag. Nach dem Einmarsch der Roten Armee wurde er gezwungen, zu Fuß nach Brünn in Kriegsgefangenschaft zu gehen. Aufgrund guten Rufes, der aus seinem Verhalten gegenüber den tschechischen Patienten resultierte, wurde er in Brünn jedoch freigelassen und nach Österreich geschickt. Dort verlor Rieger aufgrund seiner Mitgliedschaft in der NSDAP sämtliche Titel und es wurde ihm untersagt, als Augenarzt zu arbeiten.
Ende 1945 durfte Rieger jedoch in Amstetten in Oberösterreich wieder eine Praxis eröffnen und 1950 wurde er Leiter der Abteilung für Augenheilkunde an staatlichen Krankenhaus in Linz. Diese Position hatte er inne, bis er 1970 die Leitung der Abteilung für Augenheilkunde am neu gegründeten Paracelsus-Institut in Bad Hall übernahm. Diese Stelle behielt er bis zu seinem Ruhestand 1980.
Aufgrund seiner politischen Vergangenheit bekam Rieger nach 1945 keine Professur für Augenheilkunde, obwohl er einer der am besten qualifizierten Bewerber an den Universitäten Wien, Graz und Innsbruck war. Nach ihm wurde die aufgrund einer Genmutation entstandene Augenkrankheit Rieger-Syndrom benannt.
Während seines Ruhestandes beschäftigte sich Rieger mit Theater, Musik, Kunst und Archäologie. Darüber hinaus widmete er sich gemeinsam mit Karl Thums und Karl Ursin der Traditionspflege des völkischen Flügels des österreichischen Wandervogels.

## Auszeichnungen
- 1966 Silbernes Ehrenzeichen des Landes Oberösterreich
- 1983 Ehrenmitgliedschaft in der Deutschen Ophthalmologischen Gesellschaft
- Ehrenbürgerschaft der Stadt Bad Hall